# Табуляти
Табуляти (Tabulata) — підклас або ряд вимерлих коралових поліпів, що існували з ордовика по пермський період. Налічував приблизно 300 видів. Переважно це були колоніальні корали, що мали шестипроменеву симетрію. Колонії зазвичай щільні, шароподібні або плоскі. Коралові поліпи мали розміри від 0,5 до 20 мм, середній діаметр близько 5 мм. Навколо себе поліп будував міцну трубку з кальциту, яка знизу мала дно, колонія табулят вільно лежала на ґрунті. Будуючи трубку вгору, поліп час від часу робив горизонтальну перетинку, яка ставала опорою для нього. Саме за ці перетинки корали й дістали назву Tabulata. Горизонтальна перетинка могла бути повною або неповною, рівною чи зігнутою. Її форма є однією з допоміжних ознак класифікації. При вегетативному розмноженні від однієї трубки відпупковувалась інша. Трубки окремих поліпів, зростаючись, формували колонію. Вона мала вигляд правильних або неправильних прямокутників, якщо поліпи розташовувалися щільно. У деяких табулятів між трубками були пори, які зв'язували між собою окремих поліпів. Наявність таких пор та їх форма є основною ознакою при класифікації табулятів. Однак колонія коралів не завжди була щільною. У деяких видів вона мала форму куща, гілки якого були утворені трубками, які були розміщені ланцюжком. Зазвичай розмір колонії становив близько 30 см, але іноді утворювались масивні колонії розміром до 2 м.
Табуляти жили у тропічних та субтропічних водах Тетісу та Панталасси. Їм потрібне було відносно рівне дно, щоб закріпитись та заснувати колонію. У таких місцях вони з іншими коралами могли утворювати рифи. Також могли траплятись у лагунах за рифами, рідше у холодній воді перед рифом.

## Класифікація
Ряди (підряди)
- †Auloporida (зник у пермському періоді)
- †Favositida (зник у пермському періоді)
- †Heliolitida (зник в девоні),
- †Lichenariida (зник в ордовику),
- †Sarcinulida (зник в девоні),
- †Tetradiida (зник в ордовику).